# Dlhá nad Váhom
Dlhá nad Váhom (węg. Vághosszúfalu) – wieś (obec) na Słowacji, położona w kraju nitrzańskim, w powiecie Šaľa na Nizinie Naddunajskiej.